# Louis Charles Georges Jules Lafont
Louis Charles Georges Jules Lafont (ngày 24 tháng 4 năm 1825 – ngày 31 tháng 1 năm 1908) là sĩ quan hải quân người Pháp từng giữ chức Thống đốc Nam Kỳ từ ngày 16 tháng 10 năm năm 1877 đến ngày 7 tháng 7 năm năm 1879.

## Tiểu sử
Lafont sinh ngày 24 tháng 4 năm 1825 tại Fort-de-France, Martinique. Cha tên Jacques Charles Lafont (1768–1839), làm thương nhân và mẹ là Elisabeth Perriquet (1795–1871). Ông gia nhập hải quân từ năm 16 tuổi, thăng tiến đều đặn và từng tham chiến tại Việt Nam, Philippines, Tây Phi, Crimea, Baltic, Ấn Độ Dương, Trung Quốc và Đông Phi. Trong chiến tranh Pháp-Phổ năm 1870–1871, ông được trao quyền chỉ huy lính thủy đánh bộ. Sau khi trở về từ Nam Kỳ, ông giữ nhiều chức vụ chỉ huy hải quân cấp cao, bao gồm chỉ huy trưởng hải đội huấn luyện từ năm 1885 đến năm 1886.
Trong suốt nhiệm kỳ làm Thống đốc Nam Kỳ, Lafont bắt đầu cải tạo hệ thống thuế công bằng hơn và ít gánh nặng hơn đối với giới chủ đất nhỏ, nhiều người trong số họ chưa đăng ký đất đai. Ông giảm thuế tài sản đất đai nhưng thêm thuế xuất khẩu gạo, loại thuế này chỉ ảnh hưởng đến những chủ đất lớn nhất, và kết quả là đã tạo ra một số thế lực đối địch hùng hậu. Ông đã xác nhận quyền sở hữu tài sản của Giáo hội Công giáo, nhờ đó nhận được sự cảm ơn của Giám mục Isidore Colombert. Ông cố gắng ngăn chặn các giao dịch trực tiếp giữa người Việt Nam và người Trung Quốc.
Bên cạnh đó, Lafont trên cương vị Thống đốc Nam Kỳ còn chịu trách nhiệm chung về chế độ bảo hộ Campuchia, vốn được cai trị kém cỏi dưới thời Quốc vương Norodom. Trước áp lực của người Pháp, triều đình Norodom bèn ban bố chiếu chỉ cải cách hành chính vào năm 1877 thế nhưng rất ít việc được thực hiện để công cuộc cải cách tỏ ra có hiệu lực. Lafont bèn viết thư yêu cầu nhà vua xứ này tiến hành cải cách thế nhưng những kiến nghị của ông đã bị phớt lờ.
Lafont kế nhiệm Victor Auguste Duperré lên làm thống đốc tiếp theo và là sĩ quan hải quân cuối cùng giữ chức vụ này. Ông còn là chỉ huy trưởng Đồn Hải Quân tại Gia Định. Charles Le Myre de Vilers thay thế Lafont làm Thống đốc Nam Kỳ vào tháng 7 năm 1879.
Lafont qua đời ngày 31 tháng 1 năm 1908 tại Paris. Ông được chôn cất tại khu 25 của Nghĩa trang Père Lachaise.